# Krugerrand
Krugerrand er en sydafrikansk guldmønt, produceret første gang i 1967 af South African Mint. Krugerrand er den eneste investeringsmønt, der ikke har en pålydende.[kilde mangler]

## Historie
Krugerranden blev introduceret i 1967 for at omgå de sanktioner fra FN, der betød, at Sydafrika havde svært ved at sælge sit guld. I 1970'erne og 80'erne indførte mange vestlige lande forbud mod at importere Krugerrand, men alligevel fik de en enorm betydning. I 1980, da Krugerrand var oppe på 90 % af verdens marked for guldmønter, lancerede man mindre udgaver af Krugerranden på en halv, en kvart og en tiendedel troy ounce. I 2008 opgjorde man, at der var blevet solgt så mange Krugerrand, at de samlet indeholdt 46 millioner troy ounce, svarende til cirka 310 milliarder kroner.

## Popularitet
Guldmønten blev hurtigt ekstrem populær blandt samlere. Mellem 1974 og 1985 blev der alene til USA solgt 22 millioner Krugerrand.
Møntens succes gjorde også, at andre guldproducerende lande fik mod til at lancere en guldmønt. Blandt dem var der den canadiske Gold Maple Leaf i 1979, den australske Gold Nugget i 1981, den kinesiske Gold Panda i 1982, den amerikanske Gold Eagle i 1986 og den britiske Britannia i 1987.

## Dimensioner
Krugerranden har en diameter på 32,77 mm og er 2,84 mm tyk. Guldmønten er "kun" 22 karat, så selve mønten vejer 1,0909 troy ounce. Guldindholdet i mønten er dog en troy ounce.
| Guldindhold              | 1 oz     | 1/2 oz   | 1/4 oz   | 1/10 oz  |
| Diameter (mm)            | 32,77    | 27,07    | 22,06    | 16,55    |
| Tykkelse (mm)            | 2,84     | 2,215    | 1,888    | 1,35     |
| Vægt (gram)              | 33,930   | 16,965   | 8,482    | 3,393    |
| Finhed                   | 22 karat | 22 karat | 22 karat | 22 karat |
| Guldindhold (gram)       | 31,103   | 15,552   | 7,776    | 3,110    |
| Guldindhold (troy ounce) | 1,000    | 0,500    | 0,250    | 0,100    |